# Beniaján
Beniaján är en ort i Spanien.   Den ligger i provinsen Murcia och regionen Murcia, i den sydöstra delen av landet, 400 km sydost om huvudstaden Madrid. Beniaján ligger 52 meter över havet och antalet invånare är 11 233.
Terrängen runt Beniaján är kuperad åt sydost, men åt nordväst är den platt. Runt Beniaján är det tätbefolkat, med 427 invånare per kvadratkilometer. Närmaste större samhälle är Murcia, 5,4 km väster om Beniaján. Trakten runt Beniaján består till största delen av jordbruksmark.